# Leó Szilárd
Leó Szilárd (nascido Leo Spitz; Budapeste, 11 de fevereiro de 1898 — La Jolla, 30 de maio de 1964) foi um físico nuclear húngaro naturalizado americano.

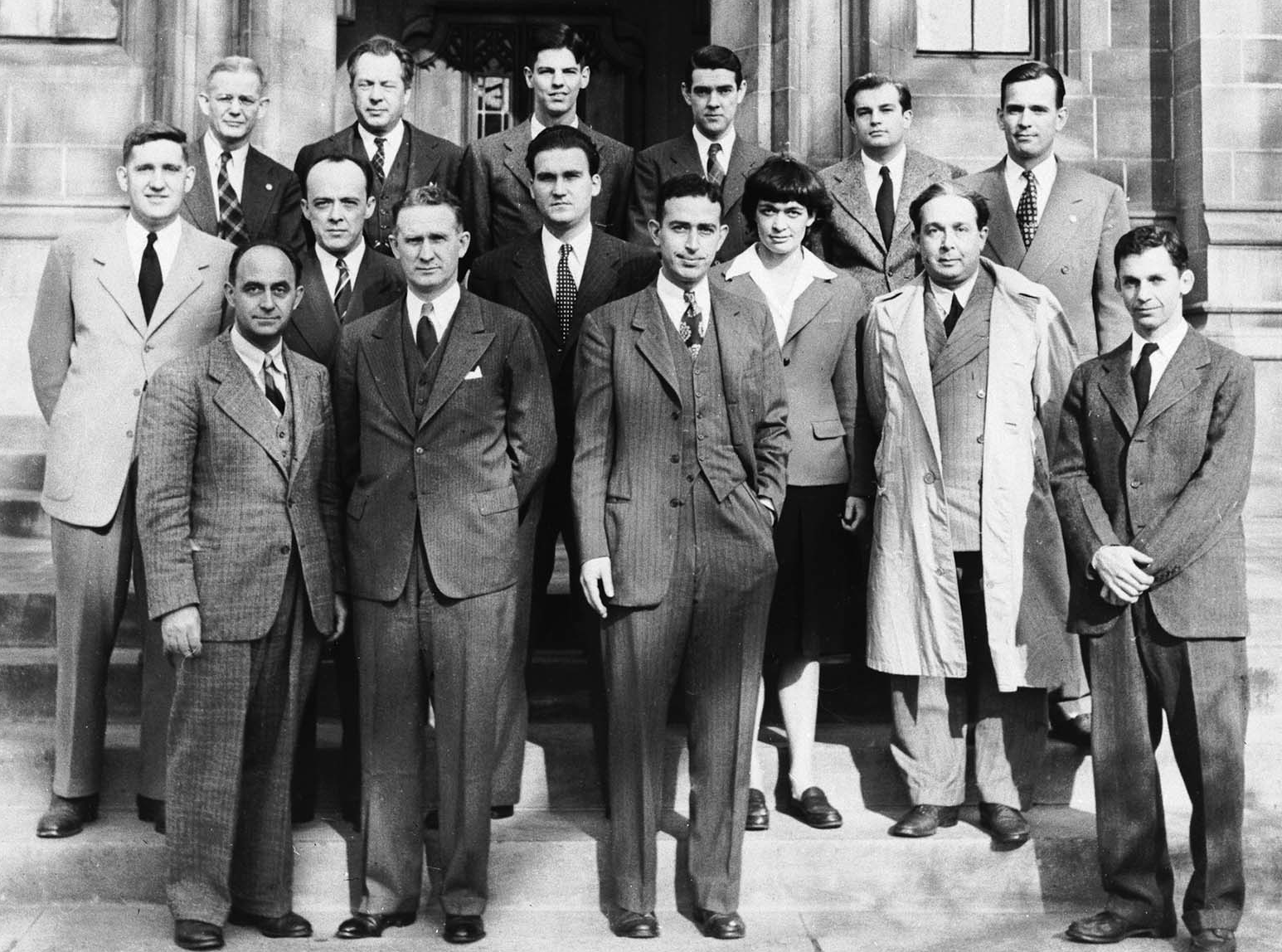
A equipe que construiu em Chicago em 1942 o primeiro reator nuclear. Szilárd é o terceiro a partir da direita com casaco claro. Na extremidade esquerda da primeira fila está Enrico Fermi, e a seu lado Walter Henry Zinn.

Notabilizado por seus trabalhos em fissão nuclear controlada, estudou no Instituto de Tecnologia de Budapeste e na Universidade de Berlim, na qual obteve o seu PhD (1922) e lecionou física (1923-1933). Fugindo do nacional-socialismo, passou pela Alemanha, Suíça e Inglaterra, onde iniciou seus trabalhos em física nuclear.
Mudou-se para os Estados Unidos em 1938, trabalhando como pesquisador na Universidade Columbia. No ano seguinte, foi um dos cientistas que convenceram o presidente Franklin Delano Roosevelt a usar a energia atômica para fins militares. Na Universidade de Chicago, com o italiano Enrico Fermi, criou a primeira cadeira sobre reação nuclear (1942). Tornou-se cidadão americano em 1943. Fez contribuições fundamentais para o desenvolvimento da primeira bomba atômica, mas protestou contra o seu lançamento sobre Hiroshima e Nagasaki, no Japão.